# Западна кафява змия
Западните кафяви змии (Pseudonaja nuchalis) са вид влечуги от семейство Аспидови (Elapidae).
Срещат се в северната част на Австралия.
Таксонът е описан за пръв път от германския зоолог Алберт Гюнтер през 1858 година.